# الکسیس رودریگز (کشتی‌گیر)
الکسیس رودریگز (به اسپانیایی: Alexis Rodríguez‎؛ زادهٔ ۷ ژوئیهٔ ۱۹۷۸) کشتی‌گیر سابق اهل کوبا است که در دستهٔ فوق سنگین‌وزن کشتی آزاد رقابت می‌کرد. رودریگز مدال برنز المپیک ۲۰۰۰ سیدنی و نیز یک مدال طلا (۱۹۹۸)، چهار نقره (۱۹۹۷، ۲۰۰۲، ۲۰۰۵، ۲۰۰۷) و یک برنز (۲۰۰۱) را از مسابقات قهرمانی کشتی جهان کسب کرده است. او همچنین برندهٔ یک مدال طلا (۲۰۰۷)، یک نقره (۱۹۹۹) و یک برنز (۲۰۰۳) از بازی‌های پان امریکن است.
او برادر بزرگ‌تر دیزنی رودریگز، دیگر کشتی‌گیر کوبایی است.